# Dame im Pelzmantel

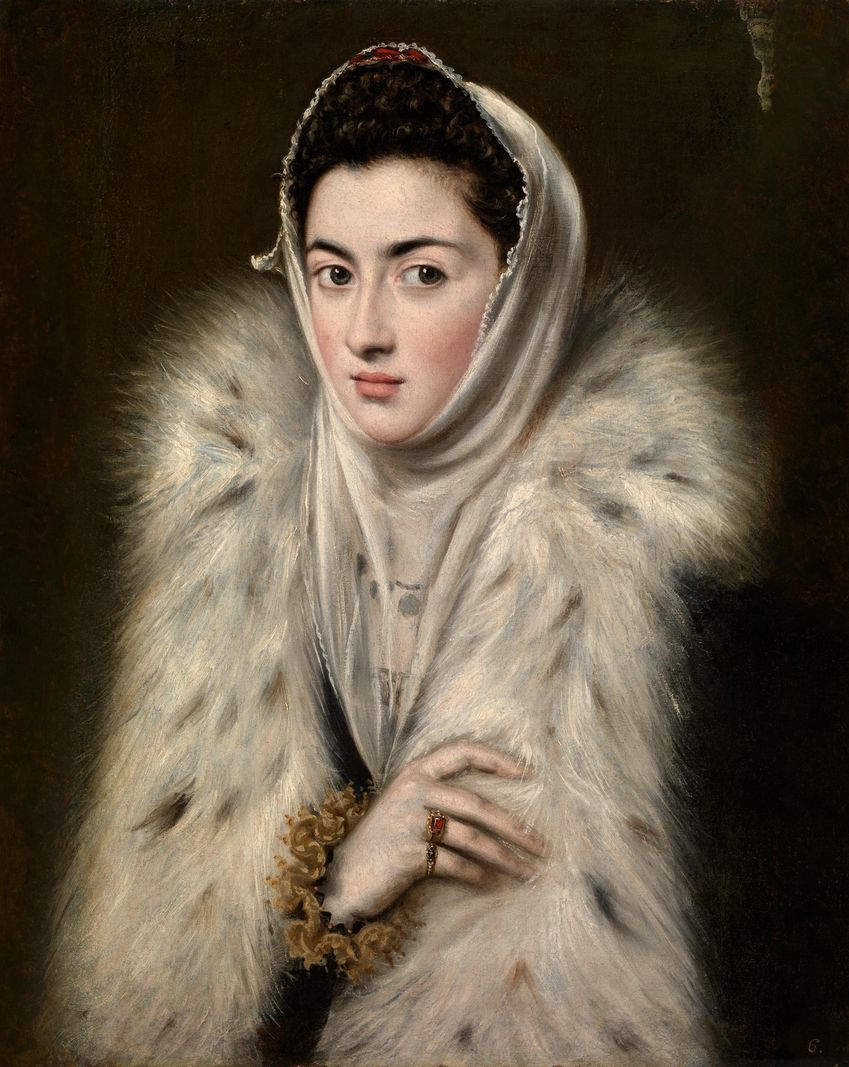
Alonso Sanchez Coello (zugeschrieben): Dame im Pelzmantel, ca. 1577–1579. Pollok House in Glasgow

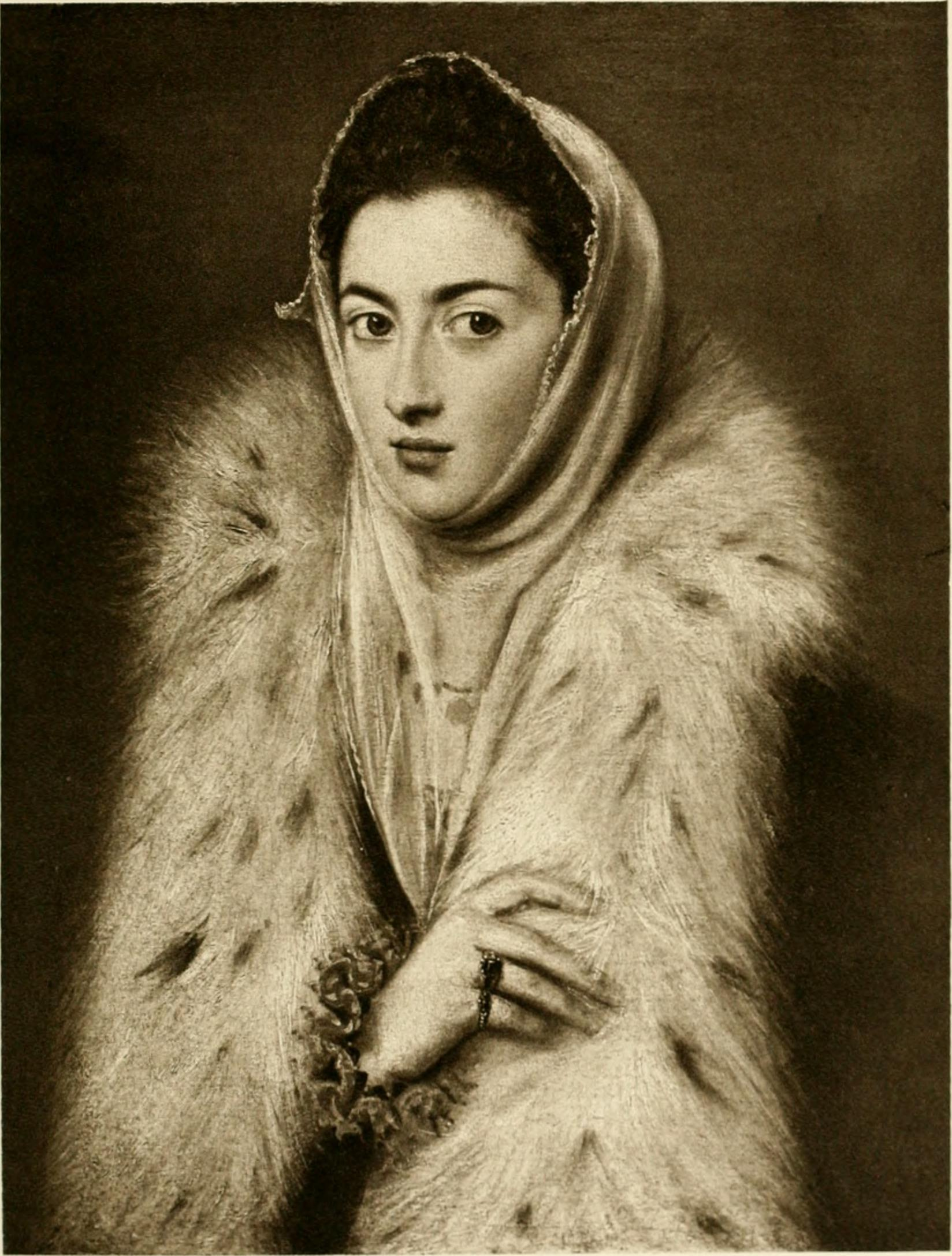
The artist's daughter – El Greco in A catalogue of the pictures and drawings in the National loan exhibition, held in the Grafton Galleries

Die Dame im Pelzmantel ist ein Ölgemälde, das nach neuesten Forschungen Alonso Sánchez Coello (ca. 1531–1588) zugeschrieben wird. Entstanden wohl in den Jahren 1577–1579, befindet sich das Werk heute im Pollok House in Glasgow. Das Gemälde wurde von William Stirling Maxwell 1967 der Stadt Glasgow als ein Hauptwerk El Grecos geschenkt, und es galt über 150 Jahre als Werk des Künstlers. Die dargestellte Frau wurde sogar als Tochter El Grecos angesehen.

## Beschreibung
Das Gemälde zeigt eine junge schöne Frau in Nahaufnahme. Ein kleines rotes Schmuckstück ziert ihr dunkles, gelocktes Haar, und ein durchsichtiger weißer Schleier ist unter dem Kinn befestigt. Die Schultern der Frau sind von einem braun-weißen Fell umhüllt, vermutlich von einem eurasischen oder iberischen Luchs.
Spanische Königs- und Hofporträts des 16. Jahrhunderts zeigten die Dargestellten in der Regel distanziert und förmlich. Dieses Gemälde bricht mit dieser Konvention. Stattdessen sehen wir die Dame in Nahaufnahme. Dies verleiht dem Bild eine einzigartige Intimität und Ungezwungenheit.

## Geschichte

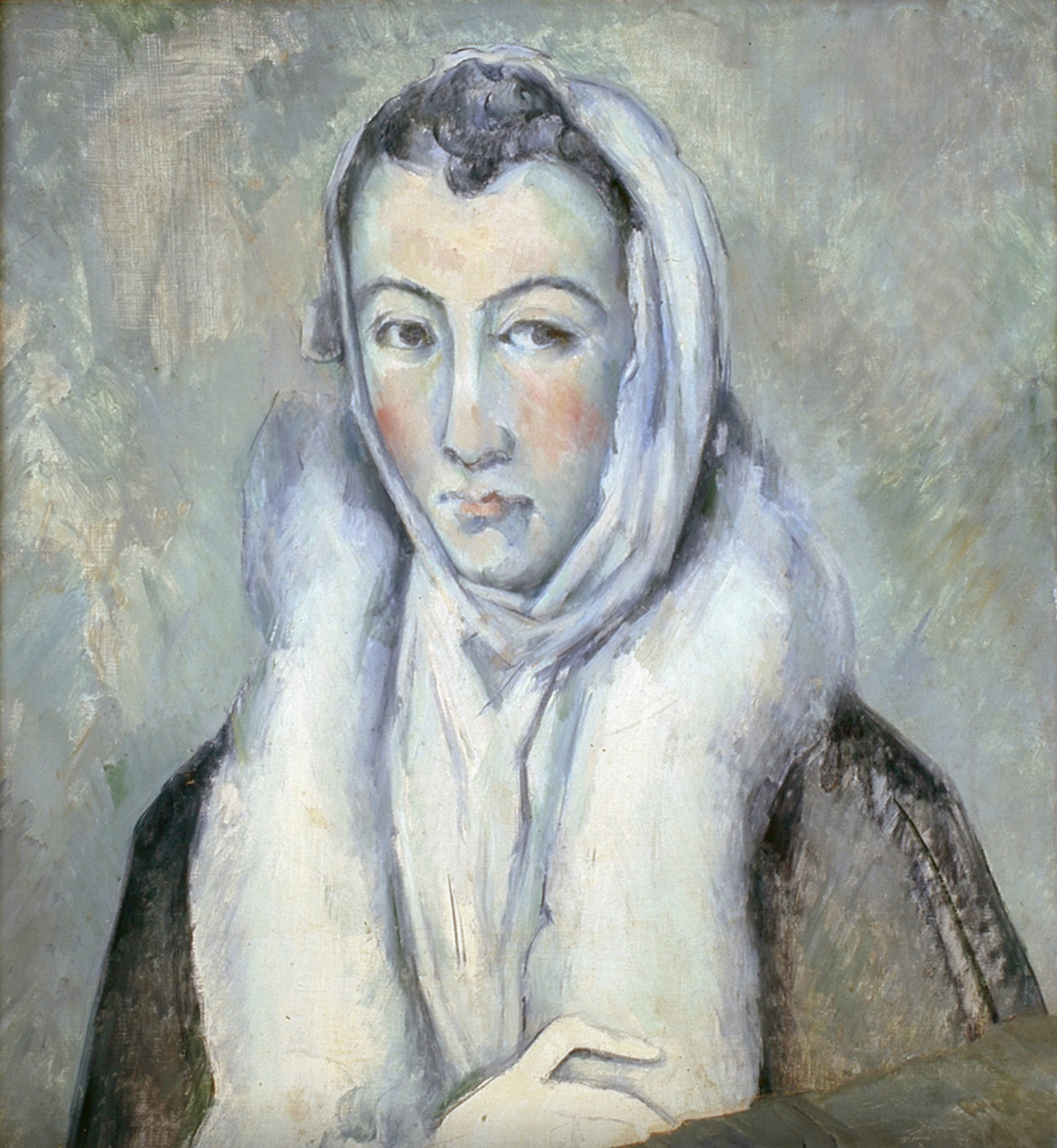
Paul Cézanne: La Femme à l'ermine, d'après El Greco, 1885–86. Privatsammlung

Das Gemälde war einst Teil der „Galerie Espagnole“ des französischen Königs Louis-Philippe im Louvre, wo es als Werk von El Greco betrachtet wurde. Seit Mitte des 18. Jahrhunderts war El Greco international nicht mehr bedeutend, doch dieses Bild trug zu seinem späteren Ruhm bei und wurde berühmt genug, um von Künstlern wie Paul Cézanne kopiert zu werden.

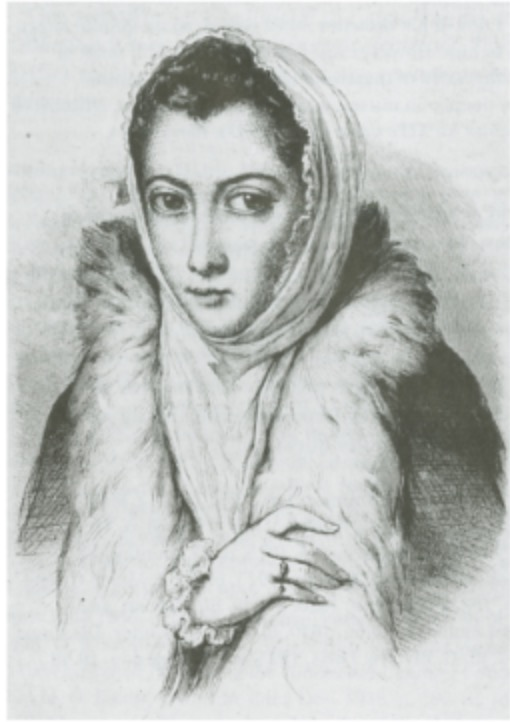
J.-B. Laurens nach dem Gemälde, das früher El Greco zugeschrieben wurde, Lady in a Fur Wrap. veröffentlicht in Le Magasin pittoresque, Bd. 28, 1860, S. 292

Die Zuschreibung an El Greco blieb jedoch umstritten, da sein Stil typischerweise expressiver und lockerer ist. Auch andere mögliche Künstler wurden vorgeschlagen, jedoch schienen diese ebenfalls unpassend.
Deshalb wurden ab 2014 im Museo Nacional del Prado in Madrid technische Untersuchungen durchgeführt. Anschließend verglichen Experten der Universität Glasgow und der Glasgower Museen die Dame im Pelzmantel mit Werken von El Greco und anderen zeitgenössischen spanischen Künstlern wie Alonso Sánchez Coello. Die technische Analyse der Oberfläche des Gemäldes sowie die Untersuchung mikroskopischer Proben führten zu dem Ergebnis, dass sich dessen Zusammensetzung von derjenigen der übrigen Werke El Grecos unterscheidet. Die Experten stellten fest, dass die Grundierung der Dargestellten einen hellgrauen Farbton aufweist, während die Werke El Grecos mit einer rotbraunen Schicht grundiert sind. Diese charakteristische Schicht enthielt in der Regel wertvolle Pigmente in vielen verschiedenen Farben, was darauf hindeutet, dass der Künstler für diese erste Schicht Reste seiner Farbpalette verwendete.
Die Forscher setzten auch die Infrarot-Reflektographie ein – eine Technik, die es ermöglicht, durch Farbschichten zu blicken, die für das menschliche Auge undurchdringlich sind. Dabei zeigte sich, dass sich die Qualität der Unterzeichnungen El Grecos „radikal“ von den Linien unter der Dame im Pelzmantel unterscheidet. Auch Merkmale wie Kleidung, Schmuck und Status der Porträtierten wurden untersucht.
Aufgrund der Ergebnisse schlossen die Kunsthistoriker El Greco als Autor aus. Der Maler Alonso Sánchez Coello, ein Zeitgenosse und Hofmaler Philipps II. von Spanien, gilt heute als der wahrscheinlichste Schöpfer des Bildes. Diese Annahme stützt sich auch auf stilistische Parallelen zu seinem Werk „Joven Desconocida“ im Museo del Prado, das eine ähnliche Frauendarstellung zeigt.

## Ausstellungen
- Manchester, 1857, Nr. 234.
- Leeds, 1868, Nr. 325.
- Burlington House, 1872, Nr. 112.
- Guildhall, 1901, Nr. 77.
- Burlington Fine Arts Club, 1904, Nr. 17.
- Teilnahme an der National Loan Exhibition, Grafton Galleries, 1909–10, Nr. 33.
- Kunstmuseum Basel, Picasso – El Greco, 2022